# Ferrante I Gonzaga
Ferrante Gonzaga, también conocido como Ferrando o Ferdinando Gonzaga, (Mantua, 28 de enero de 1507 - Bruselas, 15 de noviembre de 1557) miembro de la Casa de Gonzaga, fue un condotiero mantuano y hombre de estado al servicio de Carlos V, para quien ejerció como virrey de Sicilia, gobernador de Milán. Fue duque de Ariano y de Guastalla y príncipe de Molfetta.

## Biografía
Nacido en Mantua, fue el tercer hijo de los marqueses de Mantua Francesco II Gonzaga e Isabel de Este. Tuvo varios hermanos: Eleonora, que se casó con el duque de Urbino Francesco Maria della Rovere; Federico, que como varón primogénito heredó los estados de su padre; Ercole, creado cardenal por Clemente VII y Livia e Ippolita, que fueron monjas.
A los dieciséis años fue enviado, con Pandolfo Pico della Mirandola como preceptor, a la corte de España del emperador Carlos V, a quien se mantuvo fiel durante toda su vida.  Los gastos económicos ocasionados por la necesidad de relacionarse con los Grandes y por los frecuentes viajes de una corte itinerante fueron una preocupación constante durante sus dos primeros años de estancia en España; llegó a empeñar la vajilla de plata y a abstenerse de participar en los torneos organizados por el emperador hasta la llegada en 1525 del nuncio Baldassarre Castiglione, que lo acogió bajo su protección.  Durante su estancia en España coincidió con el canciller Mercurino Gattinara, el embajador de Nápoles Cesare Fieramosca, el de Venecia Andrea Navagero, el duque de Calabria Fernando de Aragón, y los literatos Juan Boscán, Garcilaso de la Vega y Alfonso de Valdés.
En 1526 regresó a Italia al mando de cien lanzas.  El año siguiente tomó parte en el Saco de Roma, en el que tras la muerte de su primo el condestable Carlos de Borbón fue nombrado capitán general de la caballería.  
Defendió Nápoles del asedio de las tropas francesas comandadas por el vizconde de Lautrec Odet de Foix, y tras el Tratado de Barcelona (1529) intervino en el sitio de Florencia, quedando como general tras la muerte de Filiberto de Chalons en agosto de 1530; por esta hazaña el papa Clemente VII, miembro de los Médici que habían sido expulsados de esa ciudad, le nombró gobernador pontificio de Benevento.  Asistió a la coronación triunfal de Carlos en Bolonia en 1530, luchó contra los turcos en Túnez en 1535 y Argel en 1543 con un contingente de 3000 jinetes. Sirvió a Carlos como virrey de Sicilia (1535-1546), actuando como embajador del emperador ante la Corte británica en 1543 y luchando en la campaña que forzó el Tratado de Crépy.
Luego se desempeñó como gobernador del Ducado de Milán (1546-1554), etapa en la que fue perdiendo influencia en el consejo imperial por su insistente política mediterranista y sus actividades autoritarias en la delicada política del norte de Italia. Entre ellas, su decisión de atacar la Parma de Octavio Farnesio se había vuelto en su contra al terminar por pactar Farnesio con el emperador. Contó también con la rivalidad política del emergente Duque de Alba, quien promovió su remoción. Al fin, fue relevado de su cargo, y aunque Carlos I ofreció desgraviarle con otro puesto político, Gonzaga prefirió retirarse a Guastalla. Regresó para su último servicio en la batalla de San Quintín, falleciendo un par de meses después.

## Matrimonio
En 1530 se casó con Isabella di Capua, hija de Ferrante di Capua (m. 1523) y de Antonicca del Balzo, que aportó al matrimonio los feudos de Molfetta, Giovinazzo, Campobasso, Chieuti, San Paolo di Civitate y Serracapriola, en Apulia. La pareja tuvo once hijos: 
- Anna (1531), muerta en la infancia;
- Cesare (1533-1575), que casó con Camilla, hermana de Carlos Borromeo;
- Ippolita (1535-1563), casó primero con el duque de Paliano, Fabrizio Colonna, y después con el de Mondragone, Antonio Carafa;
- Francesco (1538-1566), cardenal, obispo de Cosenza y de Mantua;
- Andrea Gonzaga (1539-1586), marqués de Alessano y Specchia;
- Gian Vincenzo (1540-1591), cardenal;
- Ottavio (1543-1583), capitán general de la caballería española en Italia;
- Ercole (1545-?);
- Filippo, muerto en la infancia;
- Geronima, muerta en la infancia;
- Maria, muerta en la infancia;

En 1539 compró a la duquesa Ludovica Torelli el Condado de Guastalla, en la margen izquierda del río Po, por 22.280 escudos de oro, lo que supuso una adquisición estratégica, pues Guastalla se encuentra cerca de Ferrara, que Carlos deseaba tomar a los Este.
Ferrante fue patrón y protector del escultor y medallista Leone Leoni, quien ejecutó una medalla de bronce para él hacia 1555, cuyo reverso representaba a Hércules venciendo al León de Nemea, con la leyenda TV NE CEDE MALIS (no cedas ante el mal), en alusión a su absolución después de ser procesado por malversación de fondos y corrupción. Su hijo Cesare encargó un monumento público a Leoni, la estatua de bronce Triunfo de Ferrante Gonzaga sobre la envidia, (1564), que se encuentra en la Plaza Roma de Guastalla. Al igual que todos los Gonzaga, Ferrante fue mecenas de tapiceros: una serie Fructus Belli ("Frutos de la Guerra") fue tejida para él.

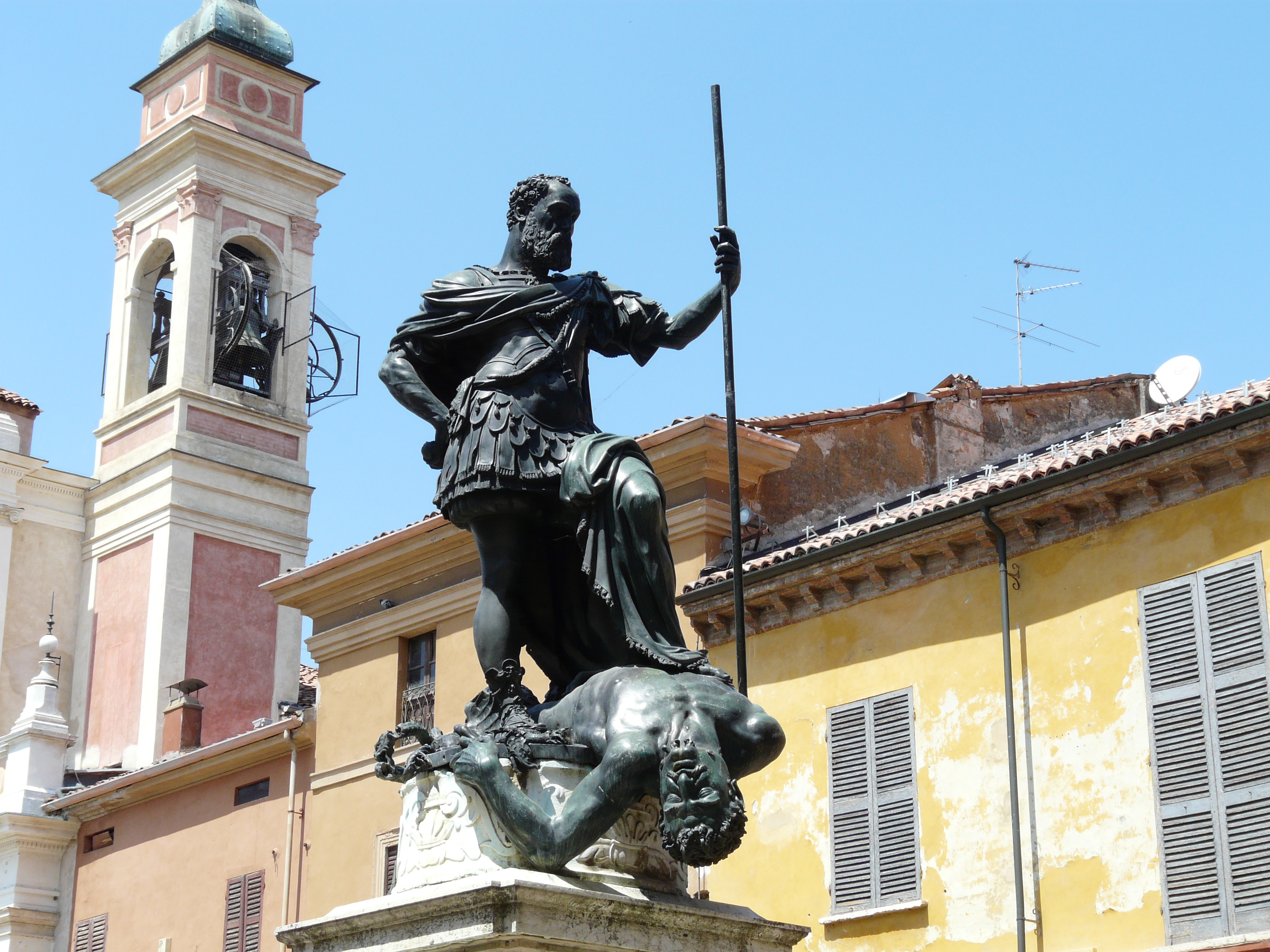
La estatua de bronce de Ferrante Gonzaga modelada por Leone Leoni, que se encuentra en la Plaza Roma de Guastalla.

## Fallecimiento
Murió en Bruselas a consecuencia de las heridas sufridas en una caída del caballo durante la batalla de San Quintín. Fue enterrado en la sacristía de la catedral de Mantua. Ferrante fue sucedido en Guastalla por su hijo César I Gonzaga.